# San Miguel Amatlán
San Miguel Amatlán es una localidad del estado mexicano de Oaxaca. Es cabecera del municipio de San Miguel Amatlán.

## Demografía
| Censo | Población |
| ----- | --------- |
| 1900  | 559       |
| 1910  | 542       |
| 1921  | 725       |
| 1930  | 511       |
| 1940  | 619       |
| 1950  | 510       |
| 1960  | 496       |
| 1970  | 558       |
| 1980  | 461       |
| 1990  | 333       |
| 1995  | 373       |
| 2000  | 340       |
| 2005  | 288       |
| 2010  | 249       |
| 2020  | 200       |